# Freeline brusle

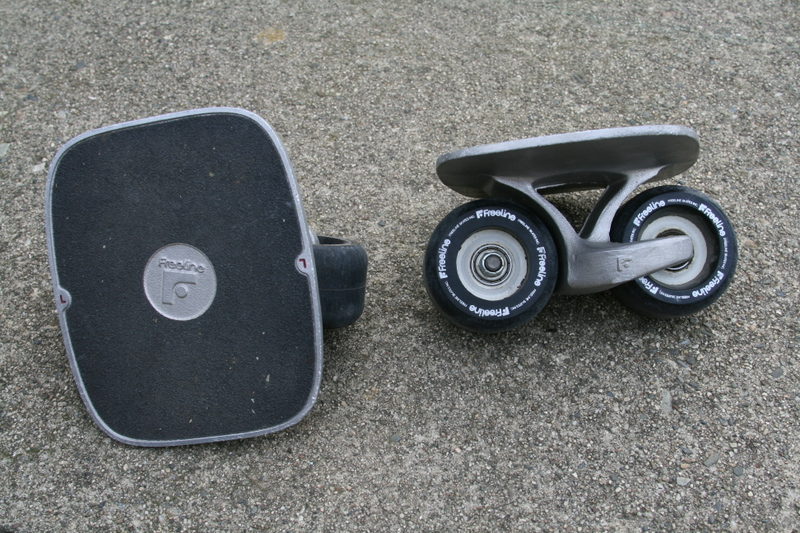
Freelineové brusle

Freelineové brusle, též freeline brusle jsou typ bruslí, které jsou navrženy tak, aby bruslaři poskytovaly pocit podobný skateboardingu, snowboardingu, surfingu a inline bruslení v jednom. Skládají se ze dvou oddělených kovových nebo dřevěných desek se dvěma kolečky. Technika užívaná pro tento sport je jedinečná. Nejedná se o pohyb podobný jízdě na normálních bruslích, ale dotyčný využívá specifické houpavé pohyby.

## Historie

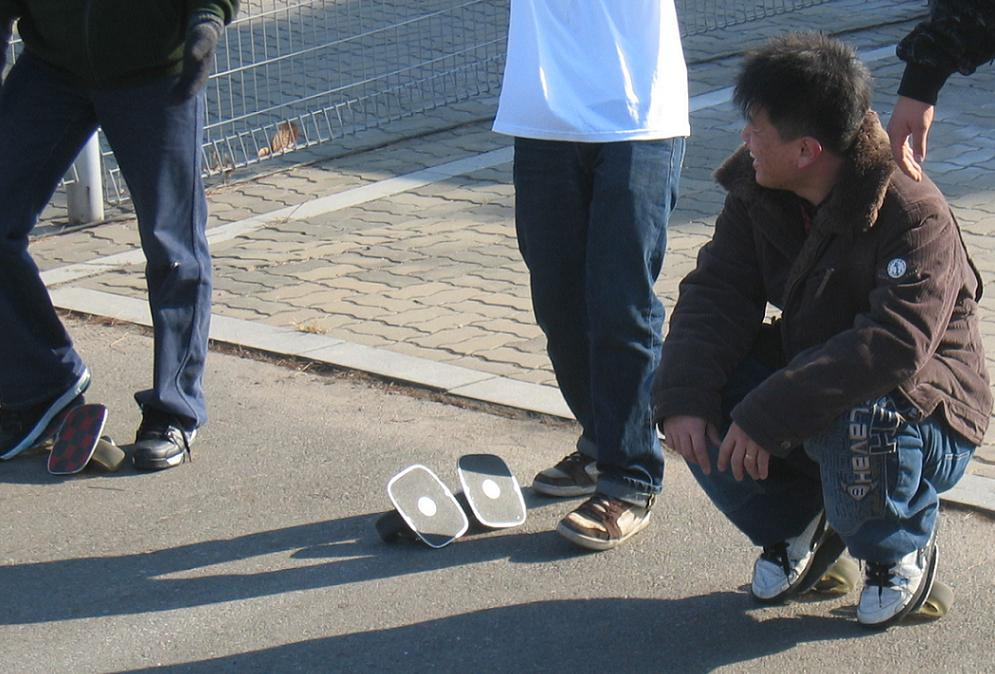
Freeline bruslaři ze Soulu

Freeline brusle se zrodily v roce 2003 v San Francisku, když se Ryan Farrelly pokoušel navrhnout lepší způsob pro sjezd na bruslích. Jeho prototyp tvořila řada čtyř koleček uprostřed dřevěné desky. Po testech a dalším zdokonalování si Farrelly uvědomil, že stačí jednoduše stát na každé z řad koleček a nemusí řešit desku. Na podporu bruslařské komunity se zaměřily i jiné společnosti. Poté, co společnost Freeline Sports v roce 2015 zbankrotovala a skončila, pomohl jezdec Mattie Tyce založit firmu JMKRide, která prodává stejné brusle. Profesionální bruslaři v Japonsku nazývají tento sport free skates a na Tchaj-wanu dávají poté, co firma Freeline Sports odešla ze scény, přednost driftovacím bruslím, aby se odlišili. Objevily se i snahy o popularizaci termínu sideskating. Popularita originálních Freeline Skates však způsobila, že řada lidí tento styl stále nazývá freeline bruslení.  

## Modely
V současné době (2018) existují tři různé modely freelineových bruslí:
- Freeline OG – původní model vyráběný ze slitiny hliníku
- Freeline Pro – hybridní model, který sestává z tradičního podvozku ve stylu "S-rámu" a upravené dřevěné desky. Model Freeline Pro vlastně nesou dva ocelové C-profily uspořádané do vzhledu S-rámu.
- Freeline Cruiser/GROM – novější, lehčí model navržený pro začátečníky. Kolečka lze vyměnit za tréninková (Cruiser má kolečka 72 mm a GROM 65 mm).